# Madroñera
Madroñera (Mairoñera en extremeny) és un municipi de la província de Càceres, a la comunitat autònoma d'Extremadura (Espanya).